# Phryganea rotundata
Phryganea rotundata är en nattsländeart som beskrevs av Georg Ulmer 1905. Phryganea rotundata ingår i släktet Phryganea och familjen broknattsländor. Inga underarter finns listade i Catalogue of Life.